# هارفي كلايتون
هارفي كلايتون (بالإنجليزية: Harvey Clayton)‏ هو لاعب كرة قدم أمريكية أمريكي، ولد في 4 أبريل 1961 في كيندال ‏ في الولايات المتحدة.

## وصلات خارجية
- هارفي كلايتون على موقع مرجع كرة القدم المحترفة.كوم (الإنجليزية)